# David Kelly (Schauspieler)
David Kelly (* 11. Juli 1929 in Dublin; † 12. Februar 2012 ebenda) war ein irischer Film- und Theaterschauspieler.

## Leben
Kelly besuchte eine katholische Knabenschule in der Synge Street und begann im Alter von acht Jahren seine Karriere am Gaiety Theatre in Dublin. Er spielte Klassiker von Beckett bis Shakespeare und hatte ab 1959 regelmäßig Auftritte in Theater, Film und Fernsehen. Die IMDb-Filmdatenbank verzeichnet einhundert Filme, in denen Kelly mitwirkte.
Seit Februar 1961 war er mit der Schauspielerin Laurie Morton verheiratet, er hatte zwei Kinder.

## Auszeichnungen
Für die britische Komödie Lang lebe Ned Devine! (Waking Ned) war Kelly 1999 für die beste zweite Hauptrolle für den Chlotrudis Award, als bester Darsteller in einer Komödie für einen Golden Satellite Award und zusammen mit Ian Bannen, Fionnula Flanagan, Susan Lynch und James Nesbitt als herausragendes Schauspielensemble für einen Screen Actors Guild Award nominiert. Für seine Darstellung des Großvaters in der Kinderbuchverfilmung Charlie und die Schokoladenfabrik nach Roald Dahl war er 2005 als Bester Nebendarsteller für den Irischen Film- und Fernseh-Award (IFTA) nominiert.

## Filmografie (Auswahl)
- 1964: Die erste Nacht (Girl with Green Eyes)
- 1967: Ulysses
- 1973: Emmerdale Farm (Fernsehserie, 8 Folgen)
- 1973: Gene Bradley in geheimer Mission (The Adventurer, Fernsehserie, 1 Folge)
- 1975: Fawlty Towers (Fernsehserie, eine Folge)
- 1977: Das malvenfarbene Taxi (Un taxi mauve)
- 1977–1981: Robin’s Nest (Fernsehserie, 45 Folgen)
- 1978: Die Onedin-Linie (The Onedin Line, Fernsehserie, 1 Folge)
- 1983: Der rote Monarch (Red Monarch, Fernsehfilm)
- 1992: Das weiße Zauberpferd (Into the West)
- 1995: Moondance
- 1997: Heartbeat (Fernsehserie, 1 Folge)
- 1998: Lang lebe Ned Devine! (Waking Ned)
- 2000: Ein ganz gewöhnlicher Dieb – Ordinary Decent Criminal (Ordinary Decent Criminal)
- 2000: Greenfingers – Harte Jungs und zarte Triebe (Greenfingers)
- 2001: Mean Machine – Die Kampfmaschine (Mean Machine)
- 2004: Calcium Kid (The Calcium Kid)
- 2004: Agent Cody Banks 2: Mission London (Agent Cody Banks 2: Destination London)
- 2005: Charlie und die Schokoladenfabrik (Charlie and the Chocolate Factory)
- 2006: Das Kovak Labyrinth (The Kovak Box)
- 2007: Der Sternwanderer (Stardust)